# Romary Rifka
María Romary Rifka González (née le 23 décembre 1970 à Poza Rica) est une athlète mexicaine, spécialiste du saut en hauteur.

## Biographie
Son meilleur concours date du 4 avril 2004 à Xalapa, où elle a franchi 1,97 m.

## Palmarès
| Date | Compétition                                      | Lieu             | Résultat | Marque |
| ---- | ------------------------------------------------ | ---------------- | -------- | ------ |
| 1988 | Championnats ibéro-américains                    | Ciudad de México | 8e       | 1,60 m |
| 1990 | Championnats ibéro-américains                    | Manaus           | 5e       | 1,70 m |
| 1995 | Championnats d'Amérique centrale et des Caraïbes | Guatemala        | 3e       | 1,75 m |
| 1997 | Championnats d'Amérique centrale et des Caraïbes | San Juan         | 3e       | 1,79 m |
| 1998 | Championnats ibéro-américains                    | Lisbonne         | 4e       | 1,81 m |
| 1999 | Championnats d'Amérique centrale et des Caraïbes | Bridgetown       | 2e       | 1,77 m |
| 2000 | Championnats ibéro-américains                    | Rio de Janeiro   | 6e       | 1,78 m |
| 2001 | Championnats d'Amérique centrale et des Caraïbes | Guatemala        | 2e       | 1,75 m |
| 2002 | Jeux d'Amérique centrale et des Caraïbes         | San Salvador     | 2e       | 1,85 m |
| 2003 | Jeux panaméricains                               | Saint-Domingue   | 2e       | 1,94 m |
| 2003 | Championnats du monde                            | Paris            | qual.    | 1,80 m |
| 2004 | Championnats du monde en salle                   | Budapest         | qual.    | 1,86 m |
| 2004 | Championnats ibéro-américains                    | Huelva           | 1re      | 1,94 m |
| 2004 | Jeux olympiques                                  | Athènes          | qual.    | 1,92 m |
| 2005 | Championnats du monde                            | Helsinki         | qual.    | 1,84 m |
| 2007 | Jeux panaméricains                               | Rio de Janeiro   | 1re      | 1,95 m |
| 2007 | Championnats du monde                            | Osaka            | qual.    | 1,88 m |
| 2008 | Championnats du monde en salle                   | Valence          | qual.    | 1,90 m |
| 2008 | Jeux olympiques                                  | Pékin            | qual.    | NM     |
| 2009 | Championnats du monde                            | Berlin           | qual.    | 1,85 m |
| 2010 | Championnats ibéro-américains                    | San Fernando     | 3e       | 1,83 m |
| 2010 | Jeux d'Amérique centrale et des Caraïbes         | Mayagüez         | 3e       | 1,91 m |
| 2011 | Jeux panaméricains                               | Guadalajara      | 2e       | 1,89 m |
| 2012 | Championnats ibéro-américains                    | Barquisimeto     | 1re      | 1,89 m |

## Records
| Épreuve         | Épreuve      | Performance | Lieu    | Date         |
| --------------- | ------------ | ----------- | ------- | ------------ |
| Saut en hauteur | En plein air | 1,97 m (RN) | Xalapa  | 4 avril 2004 |
| Saut en hauteur | En salle     | 1,90 m (RN) | Valence | 8 mars 2008  |